# 裸のマヤ
『裸のマヤ』（はだかのマヤ、原題：The Naked Maja）は、イタリア、フランス、アメリカ合衆国の共同による1958年の映画。歴史劇的伝記映画であり、画家フランシスコ・デ・ゴヤとアルバ公爵夫人のロマンスを描く。
SGC（Société Générale de Cinématographie）、ティタヌス映画、ユナイテッド・アーティスツが制作、ヘンリー・コスターが監督、シルヴィオ・クレメンテッリとゴッフレード・ロンバルドがプロデューサーをそれぞれ務めた。
原作はノエル・ガーソンの小説であり、脚本はオスカー・ソールとタルボット・ジェニングスが作った筋書きをもとに、ノーマン・コーウィン、ジョルジオ・プロスペリ、アルバート・リューインが書いた。音楽は、アンジェロ・フランチェスコ・ラヴァニーノ、撮影はジュゼッペ・ロトゥンノが担当した。
主演は、エヴァ・ガードナーとアンソニー・フランシオサで、アメデオ・ナザーリ、ジーノ・チェルヴィ、レア・パドヴァニ、マッシモ・セラートをはじめ、多数のイタリア人俳優が出演した。

## 興行成績
（アメリカ合衆国とカナダ以外における興行権を得た）MGMの記録によると、この映画の売上は、アメリカ合衆国とカナダ以外の地域では100万ドルにとどまり、結果的に513,000ドルの損失を同社にもたらしたという。